# Ernst-Troeltsch-Gesellschaft
Die Ernst-Troeltsch-Gesellschaft e.V. ist ein internationaler Zusammenschluss von Wissenschaftlern aus verschiedenen Disziplinen, insbesondere Theologen, Religionswissenschaftler, Kulturwissenschaftler, Historiker, Philosophen und Soziologen. Sie ist nach dem protestantischen Theologen und Kulturphilosophen Ernst Troeltsch (1865–1923) benannt. Sitz ist Augsburg.

## Geschichte
Die Gesellschaft wurde am 17. Februar 1981 in Haunstetten, dem 1972 nach Augsburg eingemeindeten Geburtsort Troeltschs, gegründet. Sie wird von einem vierköpfigen Vorstand geleitet. Erster Präsident war der Münchener Theologe Trutz Rendtorff. Seit 1994 hatte Friedrich Wilhelm Graf das Präsidentenamt inne. Nachdem dieser altersbedingt 2015 seinen baldigen Rücktritt bekannt gab, wurde im Mai 2015 der Marburger Sozialethiker Friedemann Voigt zum neuen Präsidenten der Ernst-Troeltsch-Gesellschaft gewählt.

## Aufgabe
Der Verein will zu einer Erneuerung der theologischen Theoriebildung beitragen. Dies geschieht, indem sie das Studium des Werkes von Troeltsch und die Beschäftigung mit seiner Bedeutung für die wissenschaftliche Arbeit der Gegenwart fördert (Satzung, § 2). Insbesondere pflegt sie das Zusammenwirken verschiedener wissenschaftlicher Disziplinen, die durch das Werk von Ernst Troeltsch berührt sind. Sie unterstützt eine kritische Troeltsch-Edition und die damit verbundenen Arbeiten und Einrichtungen. In diesem Sinne unterstützt sie den Aufbau und die Pflege eines Archivs, einer wissenschaftlichen Arbeitsstelle und anderer geeigneter Unternehmungen. Die Gesellschaft regt für die Troeltsch-Forschung relevante Arbeiten an und wirkt auf deren Publikation hin. 
In regelmäßigen Abständen veranstaltet die Gesellschaft wissenschaftliche Kolloquien und Kongresse, deren Beiträge früher in den im Gütersloher Verlagshaus erscheinenden Troeltsch-Studien dokumentiert wurden und seit 2010 bei De Gruyter unter dem Titel Troeltsch-Studien. Neue Folge veröffentlicht werden. Außerdem gibt sie die Mitteilungen der Ernst-Troeltsch-Gesellschaft heraus.
Seit 1998 erscheint im Verlag Walter de Gruyter die Kritische Gesamtausgabe der Werke Troeltschs, einschließlich der amtlichen Schriften, Reden, Gutachten, Briefe, nachgelassenen Texte und Diktate.